# Ralf Zoll
Ralf Zoll (* 10. März 1939 in Darmstadt) ist ein deutscher Soziologe, Friedens- und Konfliktforscher.

## Leben
Zoll wurde 1939 als Sohn des Musikpädagogen Paul Zoll geboren. Er studierte Soziologie, Ökonomie und Psychologie u. a. bei Theodor W. Adorno und Max Horkheimer an der Universität Frankfurt am Main. Danach war er Assistent. 1968 richtete er mit Thomas Ellwein ein Seminar-Forschungsinstitut ein. 1971 wurde er bei Ludwig von Friedeburg an der Philosophischen Fakultät mit der Dissertation Aggression und Konsumgesellschaft. Über Ursachen und Motive menschlichen Verhaltens im Straßenverkehr zum Dr. phil. promoviert.
1970 kam er an das wissenschaftliche Institut für Erziehung und Bildung in den Streitkräften nach München. Seine Ernennung  zum Direktor und Professor erfolgte 1973. Im Jahr 1974 übernahm er die Leitung des Sozialwissenschaftlichen Instituts der Bundeswehr (SOWI), das internationale Beachtung erfuhr. Außerdem wurde er Mitglied u. a. des Arbeitskreises Militär und Sozialwissenschaften, des Inter-University Seminar on Armed Forces and Society, der International Society of Political Psychology und der International Sociological Association. 1986 war er Gründungspräsident der European Research Group on Military and Society (ERGOMAS).
Von 1983 bis 2004 war er Professor für Angewandte Soziologie am Institut für Soziologie der Philipps-Universität Marburg, wo er für die Einrichtung des damals einzigartigen Studienganges „Friedens- und Konfliktforschung“ Verantwortung trug. 2001 war er Gründungsdirektor des dortigen interdisziplinären Zentrums für Konfliktforschung, das er bis 2004 leitete.
2004 wurde er Leiter des Arbeitskreises Stadtentwicklung in Gemünden. Zum Ende des Jahres 2012 legte er dieses Ehrenamt nieder, da er aufgrund der kommunalen Finanzsituation infolge von Kürzungen der Schlüsselzuweisungen des Bundeslandes Hessen kaum noch Potenzial sah, größere Projekte voranzutreiben.
Zoll ist verheiratet und Vater von zwei Kindern. Er ist zudem Autor zahlreicher wissenschaftlicher Werke.

## Auszeichnungen
- 1981: Bundesverdienstkreuz am Bande[2]
- 1990: Medaille der Stiftung Gesellschaft und Streitkräfte (Stichting Maatschappij en Krijgsmacht), Den Haag

## Schriften (Auswahl)
- mit Hans-Jörg Binder: Die soziale Gruppe. Grundformen menschlichen Zusammenlebens. Ein Lese- und Arbeitsbuch. Diesterweg, Frankfurt am Main 1968.
- (Hrsg.): Manipulation der Meinungsbildung. Zum Problem hergestellter Öffentlichkeit. Westdeutscher Verlag, Opladen 1971, ISBN 3-531-11057-8.
- Gemeinde als Alibi. Materialien zur politischen Soziologie der Gemeinde (= Politisches Verhalten. Band 3). Juventa Verlag, München 1972, ISBN 3-7799-0083-1.
- mit Thomas Ellwein, Ekkehard Lippert: Politische Beteiligung in der Bundesrepublik Deutschland (= Schriften der Kommission für Wirtschaftlichen und Sozialen Wandel. 89). Schwartz, Göttingen 1975.
- (Hrsg. mit Ekkehard Lippert, Tjark G. Rössler): Bundeswehr und Gesellschaft. Ein Wörterbuch (= Studienbücher zur Sozialwissenschaft. Bd. 34). Westdeutscher Verlag, Opladen 1977, ISBN 3-531-21419-5.
- (Hrsg.): Wie integriert ist die Bundeswehr? Zum Verhältnis von Militär und Gesellschaft in der Bundesrepublik (= Piper-Sozialwissenschaft. Band 41). Piper, München u. a. 1979, ISBN 3-492-02466-1.
- (Hrsg.): Sicherheit und Militär. Genese, Struktur und Wandel von Meinungsbildern in Militär und Gesellschaft. Ergebnisse und Analyseansätze im internationalen Vergleich. Westdeutscher Verlag, Opladen 1982, ISBN 3-531-11629-0.
- Friedens- und Konfliktforschung. Eine Einführung mit Quellen (= Friedens- und Konfliktforschung. Band 1). Leske und Budrich, Opladen 1996, ISBN 3-8100-1650-0.
- (Hrsg.): Die soziale Lage älterer MigrantInnen in Deutschland (= Politische Verhaltensforschung. Band 2). Lit, Münster 1997, ISBN 3-8258-3529-4.